# Evicció
L'Evicció és una situació jurídica que es caracteritza per la privació total o parcial d'una cosa, soferta per la seva adquirent, en virtut d'una sentència judicial o administrativa, "aquesta pot ser derivada d'una acció reivindicatòria "dictada sobre la base de drets al·legats per tercers les causes del qual són anteriors al títol d'adquisició del primer.
Aquesta situació, però, es verifica en ocasió de diverses convencions, caracteritzant-se per ser una torbació de dret, el Codi Civil Xilè la tracta a propòsit de la compravenda i el arrendament, principalment.
La paraula prové del llatí evincere, que significa derrotar, despullar o vèncer en un litigi.
Es defineix la evicció com la privació forçosa, total o parcial, de la cosa comprada que sofreix el comprador en virtut de sentència ferma i a conseqüència de l'existència d'un dret anterior al contracte d'adquisició.
L'evicció obliga al sanejament per part del comprador.

## Requisits de l'evicció
Perquè hi hagi evicció en la compravenda, cal la concurrència dels següents requisits copulatius:
- Que el comprador sigui privat del tot o part de la cosa comprada a conseqüència d'un dret que intenti un tercer sobre la cosa.
- Que la privació que pateix el comprador tingui una causa anterior a la venda
- Que l'evicció es produeixi per sentència judicial.

La evicció ha de ser sanejada pel venedor, sent una de les seves obligacions en el contracte de compravenda. Així, el comprador judicialment atacat té l'opció de citar d'evicció al venedor, el qual haurà de prendre el seu lloc com a demandat en el judici.
En cas que la defensa fracassi, i la cosa sigui declarada evicta, el venedor ha de retornar el preu, rescabalar els perjudicis i pagar les costes judicials al comprador.